# Evan King
 Evan King  (nacido el 25 de marzo de 1992) es un tenista profesional estadounidense, nacido en Chicago (Illinois). 
Comenzó a jugar tenis a los tres años de edad. Su apodo es «E King». Estudió en la Universidad de Míchigan y sus equipos deportivos favoritos son los Osos de Chicago (fútbol americano), Chicago Bulls (baloncesto) y los Chicago Blackhawks (hockey sobre hielo).

## Carrera
Su mejor ranking individual es el Nº 185 alcanzado el 23 de abril de 2018, mientras que en dobles logró la posición 73 el 06 de noviembre de 2023.
No ha logrado hasta el momento títulos de la categoría ATP, aunque si ha obtenido 10 títulos de dobles de la ATP Challenger Tour, y varios títulos Futures tanto en individuales como en dobles.

## Torneos de Grand Slam

### Dobles mixto

#### Finalista (1)
| Año  | Campeonato    | Pareja          | Oponentes en la final        | Resultado |
| 2025 | Roland Garros | Taylor Townsend | Sara Errani Andrea Vavassori | 4-6, 2-6  |

## Títulos ATP (2; 0+2)

### Dobles (2)
| Leyenda                         |
| Grand Slam (0)                  |
| ATP Wourld Tour Finals (0)      |
| ATP World Tour Masters 1000 (0) |
| ATP World Tour 500 (2)          |
| ATP World Tour 250 (0)          |

| N.º | Fecha                | Torneo   | Superficie | Pareja             | Oponentes en la final       | Resultado      |
| --- | -------------------- | -------- | ---------- | ------------------ | --------------------------- | -------------- |
| 1.  | 9 de febrero de 2025 | Dallas   | Dura (i)   | Christian Harrison | Ariel Behar Robert Galloway | 7-6(4), 7-6(4) |
| 2.  | 1 de marzo de 2025   | Acapulco | Dura       | Christian Harrison | Sadio Doumbia Fabien Reboul | 6-4, 6-0       |

#### Finalista (1)
| N.º | Fecha                 | Torneo       | Superficie | Pareja             | Oponentes en la final               | Resultado           |
| --- | --------------------- | ------------ | ---------- | ------------------ | ----------------------------------- | ------------------- |
| 1.  | 16 de febrero de 2025 | Delray Beach | Dura       | Christian Harrison | Miomir Kecmanović Brandon Nakashima | 6-7(3), 6-1, [3-10] |

## Títulos ATP Challenger

### Dobles
| N.° | Fecha                    | Torneo                       | Superficie    | Pareja              | Oponentes en la final                       | Resultado         |
| --- | ------------------------ | ---------------------------- | ------------- | ------------------- | ------------------------------------------- | ----------------- |
| 1.  | 15 de octubre de 2016    | Challenger de Monterrey      | Dura          | Denis Kudla         | Jarryd Chaplin Ben McLachlan                | 6-7, 6-4, [10-2]  |
| 2.  | 7 de octubre de 2017     | Challenger de Monterrey      | Dura          | Christopher Eubanks | Marcelo Arévalo Miguel Ángel Reyes-Varela   | 7-6, 6-3          |
| 3.  | 22 de abril de 2018      | Challenger de Sarasota       | Tierra batida | Hunter Reese        | Christian Harrison Peter Polansky           | 6-1, 6-2          |
| 4.  | 16 de septiembre de 2018 | Challenger de Cary           | Dura          | Hunter Reese        | Fabrice Martin Hugo Nys                     | 6-4, 7-6          |
| 5.  | 7 de abril de 2019       | Challenger de Monterrey      | Dura          | Nathan Pasha        | Santiago González Aisam-ul-Haq Qureshi      | 7-5, 6-2          |
| 6.  | 22 de junio de 2019      | Challenger de Fergana        | Dura          | Hunter Reese        | Nikola Čačić Tsung-Hua Yang                 | 6-3, 5-7, [10-4]  |
| 7.  | 8 de febrero de 2020     | Challenger de Launceston     | Dura          | Benjamin Lock       | Kimmer Coppejans Sergio Martos Gornes       | 3-6, 6-3, [10-8]  |
| 8.  | 15 de mayo de 2021       | Challenger de Zagreb         | Tierra batida | Hunter Reese        | Andréi Golúbev Aleksandr Nedovyesov         | 6-2, 7-6          |
| 9.  | 21 de mayo de 2021       | Challenger de Biella 6       | Tierra batida | Julian Lenz         | Karol Drzewiecki Sergio Martos Gornes       | 3-6, 6-3, [11-9]  |
| 10. | 16 de octubre de 2021    | Challenger de Santiago 3     | Tierra batida | Max Schnur          | Hans Hach Verdugo Miguel Ángel Reyes-Varela | 3-6, 7-6, [16-14] |
| 11. | 28 de mayo de 2022       | Challenger de Troisdorf      | Tierra batida | Dustin Brown        | Hendrik Jebens Piotr Matuszewski            | 6-4, 7-5          |
| 12. | 3 de diciembre de 2022   | Challenger de Maspalomas     | Tierra batida | Reese Stalder       | Marco Bortolotti Sergio Martos Gornes       | 6-3, 5-7, [11-9]  |
| 13. | 6 de mayo de 2023        | Challenger de Gwangju        | Dura          | Reese Stalder       | Andrew Harris John-Patrick Smith            | 6-4, 6-2          |
| 14. | 14 de mayo de 2023       | Challenger de Busan          | Dura          | Reese Stalder       | Max Purcell Rubin Statham                   | w/o               |
| 15. | 17 de junio de 2023      | Challenger de Palmas del Mar | Dura          | Reese Stalder       | Toshihide Matsui Kaito Uesugi               | 3-6, 7-5, [11-9]  |